# Suraia
Suraia est une commune roumaine située dans le județ de Vrancea.